# Techeetah
Techeetah (od sezonu 2018/2019 DS Techeetah Formula E Team) – chiński zespół wyścigowy, startujący w Formule E od sezonu 2016/2017. Właścicielem zespołu jest chińska spółka China Media Capital.

## Historia

### Formuła E

#### 2016/2017
Zespół wszedł do stawki Formuły E po tym, kiedy ekipa Team Aguri postanowiła wycofać się z serii po zakończeniu sezonu 2015/2016. Kierowcami zespołu zostali Jean-Éric Vergne, ściągnięty z ekipy DS Virgin Racing i Ma Qinghua, który uczestniczył w kilku wyścigach Formuły E dla japońskiego zespołu. Ekipa jeździła na napędzie Renault. Po trzech wyścigach, chiński kierowca został zastąpiony przez Estebana Gutiérreza. Po ePrix Paryża Meksykanin przeniósł się do serii IndyCar, a jego miejsce zajął rodak Vergne’a, Stéphane Sarrazin.
Debiutancki sezon był dobry, szczególnie w jego drugiej połowie. Zespół zanotował siedem miejsc na podium, w tym pięć zdobytych przez Vergne’a, włącznie ze zwycięstwem w drugim wyścigu w Montrealu. W klasyfikacji zespołowej, Techeetah uplasował się na piątej pozycji z liczbą 156 punktów.

#### 2017/2018
Ekipa przystąpiła do kolejnego sezonu z nowym drugim kierowcą. Nowym partnerem zespołowym Vergne’a został André Lotterer. Techeetah było jedynym zespołem klienckim w mistrzostwach. Jean-Éric Vergne wygrał cztery wyścigi, raz był drugi i trzeci, ponadto zdobywał punkty w każdym wyścigu. Zdobyte przez Francuza 198 punktów dało mu tytuł mistrzowski, z przewagą 54 punktów nad Lucasem Di Grassim, natomiast André Lotterer dwa razy stanął na podium, w Santiago i Rzymie i został sklasyfikowany na ósmej pozycji z 64 punktami. Zespół ostatecznie został wicemistrzem w klasyfikacji zespołowej, ulegając ekipie Audi Sport ABT Schaeffler o zaledwie dwa punkty.

#### 2018/2019
Przed rozpoczęciem sezonu, zespół został fabryczną ekipą DS Automobiles, które dotychczas wspierało ekipę Virgin Racing. Skład kierowców pozostał bez zmian. Jean-Éric Vergne wygrał trzy wyścigi i ponownie zdobył tytuł mistrzowski, stając się pierwszym kierowcą Formuły E, który dwukrotnie sięgał po mistrzostwo, ponadto czyniąc to drugi raz z rzędu. André Lotterer dwa razy zajął drugie miejsce i w klasyfikacji kierowców znalazł się na ósmym miejscu. Zespół po raz pierwszy sięgnął także po tytuł w rywalizacji zespołowej, zdobywając 222 punkty, o dziewiętnaście punktów więcej od Audi.

#### 2019/2020
Po zakończeniu sezonu, André Lotterer opuścił zespół i przeniósł się do Porsche. Nowym kierowcą Techeetah został António Félix da Costa, do tej pory jeżdżący dla ekipy BMW i Andretti Autosport. Portugalczyk spisywał się znacznie lepiej od kolegi zespołowego, wygrywając trzy wyścigi i trzykrotnie zajmując drugą pozycję, tym samym zdobywając tytuł mistrzowski. Vergne wygrał jeden wyścig i dwukrotnie stanął na najniższym stopniu podium, ostatecznie znajdując się na trzeciej pozycji w klasyfikacji kierowców. Zespół po raz drugi sięgnął po tytuł w rywalizacji zespołowej, zdobywając 244 punkty, o 77 więcej od ekipy Nissan e.dams.

#### 2020/2021
W sezonie 2020/2021 zachowano skład kierowców. W sumie kierowcy zespołu wygrali dwa wyścigi – Vergne wygrał w pierwszym wyścigu w Rzymie, natomiast da Costa był najlepszy w Monako. Ponadto Portugalczyk wywalczył jeszcze dwa trzecie miejsca, natomiast Francuz raz dojechał do mety na drugiej pozycji. W klasyfikacji konstruktorów, Techeetah zajęło trzecie miejsce, przegrywając z Mercedesem i Jaguarem, natomiast ponownie najlepszym kierowcą ekipy był António Félix da Costa, który z 86 punktami wywalczył ósme miejsce, natomiast dwie pozycje niżej uplasował się Jean-Éric Vergne, gromadząc 80 punktów.

### Jaguar I-Pace eTrophy
Techeetah stało się pierwszym zespołem Formuły E, który dołączył do serii towarzyszącej Jaguar I-Pace eTrophy, wystawiając samochód dla Stefana Rzadzinskiego. Zespół startował pod nazwą TWR Techeetah i startował w klasie Pro. Zespół zawarł porozumienie z Ryanem Walkinshawem, synem Toma Walkinshawa, w celu przywrócenia marki TWR do sportów motorowych.
Podczas pierwszej rundy użyto zwykłego białego malowania, a w następnym wyścigu użyto biało-fioletowego malowania, nawiązującego do malowania stosowanego przez Tom Walkinshaw Racing w Mistrzostw Świata Samochodów Sportowych, kiedy głównym sponsorem stajni była marka papierosów Silk Cut. Umowa kanadyjskiego kierowcy dobiegła końca przed wyścigiem w Berlinie, gdzie zastąpił go Adam Carroll, jednak przed rundą w Nowym Jorku zespół zakończył starty. Najlepszym wynikiem zespołu w tej serii było drugie miejsce, zdobyte przez Rzadzinskiego w Paryżu. Przez większość sezonu, chiński zespół znajdował się za innymi zespołami rywalizującymi w tej samej klasie, których kierowcy regularnie rywalizowali o zwycięstwa. Był to również jedyny zespół w klasie Pro, który nie wygrał wyścigu w sezonie.

## Kierowcy

### Formuła E

#### Obecni
- Jean-Éric Vergne (od sezonu 2016/2017)
- António Félix da Costa (od sezonu 2019/2020)

#### Dawni
- Ma Qinghua (sezon 2016/2017)
- Esteban Gutiérrez (sezon 2016/2017)
- Stéphane Sarrazin (sezon 2016/2017)
- André Lotterer (sezon 2017/2018 i 2018/2019)

### Jaguar I-Pace eTrophy
- Stefan Rzadzinski (sezon 2018/2019)
- Adam Carroll (sezon 2018/2019)

## Wyniki

### Formuła E
| Sezon     | Samochód      | Napęd                       | Opony | Nr | Kierowcy               | Wyniki w poszczególnych eliminacjach | Wyniki w poszczególnych eliminacjach | Wyniki w poszczególnych eliminacjach | Wyniki w poszczególnych eliminacjach | Wyniki w poszczególnych eliminacjach | Wyniki w poszczególnych eliminacjach | Wyniki w poszczególnych eliminacjach | Wyniki w poszczególnych eliminacjach | Wyniki w poszczególnych eliminacjach | Wyniki w poszczególnych eliminacjach | Wyniki w poszczególnych eliminacjach | Wyniki w poszczególnych eliminacjach | Wyniki w poszczególnych eliminacjach | Wyniki w poszczególnych eliminacjach | Wyniki w poszczególnych eliminacjach | Wyniki kierowców | Wyniki kierowców | Wyniki zespołu | Wyniki zespołu |
| 2016/2017 |               |                             |       |    |                        | Hongkong                             | Maroko                               | Argentyna                            | Meksyk                               | Monako                               | Francja                              | Niemcy                               | Niemcy                               | Stany Zjednoczone                    | Stany Zjednoczone                    | Kanada                               | Kanada                               |                                      |                                      |                                      | Punkty           | Pozycja          | Punkty         | Pozycja        |
| --------- | ------------- | --------------------------- | ----- | -- | ---------------------- | ------------------------------------ | ------------------------------------ | ------------------------------------ | ------------------------------------ | ------------------------------------ | ------------------------------------ | ------------------------------------ | ------------------------------------ | ------------------------------------ | ------------------------------------ | ------------------------------------ | ------------------------------------ | ------------------------------------ | ------------------------------------ | ------------------------------------ | ---------------- | ---------------- | -------------- | -------------- |
| 2016/2017 | Spark SRT01-e | Renault Z.E. 16             | M     | 25 | Jean-Éric Vergne       | NU                                   | 8                                    | 2                                    | 2                                    | NU                                   | NU                                   | 8                                    | 6                                    | 2                                    | 8                                    | 2                                    | 1                                    |                                      |                                      |                                      | 117              | 5                | 156            | 5              |
| 2016/2017 | Spark SRT01-e | Renault Z.E. 16             | M     | 33 | Ma Qinghua             | NU                                   | 15                                   | 16                                   |                                      |                                      |                                      |                                      |                                      |                                      |                                      |                                      |                                      |                                      |                                      |                                      | 0                | 25               | 156            | 5              |
| 2016/2017 | Spark SRT01-e | Renault Z.E. 16             | M     | 33 | Esteban Gutiérrez      |                                      |                                      |                                      | 10                                   | 8                                    | 12                                   |                                      |                                      |                                      |                                      |                                      |                                      |                                      |                                      |                                      | 5                | 22               | 156            | 5              |
| 2016/2017 | Spark SRT01-e | Renault Z.E. 16             | M     | 33 | Stéphane Sarrazin      |                                      |                                      |                                      |                                      |                                      |                                      | 11                                   | 14                                   | 3                                    | 12                                   | 3                                    | 8                                    |                                      |                                      |                                      | 34 (36)          | 10               | 156            | 5              |
| 2017/2018 |               |                             |       |    |                        | Hongkong                             | Hongkong                             | Maroko                               | Chile                                | Meksyk                               | Urugwaj                              | Włochy                               | Francja                              | Niemcy                               | Szwajcaria                           | Stany Zjednoczone                    | Stany Zjednoczone                    |                                      |                                      |                                      | Punkty           | Pozycja          | Punkty         | Pozycja        |
| 2017/2018 | Spark SRT01-e | Renault Z.E. 17             | M     |    |                        |                                      |                                      |                                      |                                      |                                      |                                      |                                      |                                      |                                      |                                      |                                      |                                      |                                      |                                      |                                      |                  |                  |                |                |
| 2017/2018 | Spark SRT01-e | Renault Z.E. 17             | M     | 18 | André Lotterer         | DK                                   | 13                                   | NU                                   | 2                                    | 13                                   | 12                                   | 3                                    | 6                                    | 9                                    | 4                                    | 7                                    | 9                                    |                                      |                                      |                                      | 64               | 8                | 262            | 2              |
| 2017/2018 | Spark SRT01-e | Renault Z.E. 17             | M     | 25 | Jean-Éric Vergne       | 2                                    | 4                                    | 5                                    | 1                                    | 5                                    | 1                                    | 5                                    | 1                                    | 3                                    | 10                                   | 5                                    | 1                                    |                                      |                                      |                                      | 198              | 1                | 262            | 2              |
| 2018/2019 |               |                             |       |    |                        | Arabia Saudyjska                     | Maroko                               | Chile                                | Meksyk                               | Hongkong                             |                                      | Włochy                               | Francja                              | Monako                               | Niemcy                               | Szwajcaria                           | Stany Zjednoczone                    | Stany Zjednoczone                    |                                      |                                      | Punkty           | Pozycja          | Punkty         | Pozycja        |
| 2018/2019 | Spark SRT05e  | DS E-TENSE 19               | M     |    |                        |                                      |                                      |                                      |                                      |                                      |                                      |                                      |                                      |                                      |                                      |                                      |                                      |                                      |                                      |                                      |                  |                  |                |                |
| 2018/2019 | Spark SRT05e  | DS E-TENSE 19               | M     | 25 | Jean-Éric Vergne       | 2                                    | 5                                    | NU                                   | 13                                   | 13                                   | 1                                    | 14                                   | 6                                    | 1                                    | 3                                    | 1                                    | 15                                   | 7                                    |                                      |                                      | 136              | 1                | 222            | 1              |
| 2018/2019 | Spark SRT05e  | DS E-TENSE 19               | M     | 36 | André Lotterer         | 5                                    | 6                                    | 13                                   | 5                                    | 14                                   | 4                                    | 2                                    | 2                                    | 7                                    | NU                                   | 14                                   | 17                                   | NU                                   |                                      |                                      | 86               | 8                | 222            | 1              |
| 2019/2020 |               |                             |       |    |                        | Arabia Saudyjska                     | Arabia Saudyjska                     | Chile                                | Meksyk                               | Maroko                               | Niemcy                               | Niemcy                               | Niemcy                               | Niemcy                               | Niemcy                               | Niemcy                               |                                      |                                      |                                      |                                      | Punkty           | Pozycja          | Punkty         | Pozycja        |
| 2019/2020 | Spark SRT05e  | DS E-TENSE 20               | M     |    |                        |                                      |                                      |                                      |                                      |                                      |                                      |                                      |                                      |                                      |                                      |                                      |                                      |                                      |                                      |                                      |                  |                  |                |                |
| 2019/2020 | Spark SRT05e  | DS E-TENSE 20               | M     | 13 | António Félix da Costa | 14                                   | 10ⁿ                                  | 2                                    | 2                                    | 1                                    | 1ⁿ                                   | 1                                    | 4                                    | 2                                    | NU                                   | 9                                    |                                      |                                      |                                      |                                      | 158              | 1                | 244            | 1              |
| 2019/2020 | Spark SRT05e  | DS E-TENSE 20               | M     | 25 | Jean-Éric Vergne       | NU                                   | 8                                    | NU                                   | 4                                    | 3                                    | NU                                   | 10                                   | 3ⁿ                                   | 1ⁿ                                   | 18                                   | 7                                    |                                      |                                      |                                      |                                      | 86               | 3                | 244            | 1              |
| 2020/2021 |               |                             |       |    |                        | Arabia Saudyjska                     | Arabia Saudyjska                     | Włochy                               | Włochy                               | Hiszpania                            | Hiszpania                            | Monako                               | Meksyk                               | Meksyk                               | Stany Zjednoczone                    | Stany Zjednoczone                    | Wielka Brytania                      | Wielka Brytania                      | Niemcy                               | Niemcy                               | Punkty           | Pozycja          | Punkty         | Pozycja        |
| 2020/2021 | Spark SRT05e  | DS E-TENSE 20 DS E-TENSE 21 | M     |    |                        |                                      |                                      |                                      |                                      |                                      |                                      |                                      |                                      |                                      |                                      |                                      |                                      |                                      |                                      |                                      |                  |                  |                |                |
| 2020/2021 | Spark SRT05e  | DS E-TENSE 20 DS E-TENSE 21 | M     | 13 | António Félix da Costa | 11*                                  | 3*                                   | NU*                                  | 7*                                   | DK*                                  | 22*                                  | 1*                                   | 6*                                   | NU*                                  | 12*                                  | 3*                                   | 8*                                   | NU*                                  | 7                                    | NU*                                  | 86               | 8                | 166            | 3              |
| 2020/2021 | Spark SRT05e  | DS E-TENSE 20 DS E-TENSE 21 | M     | 25 | Jean-Éric Vergne       | 15                                   | 12                                   | 1                                    | 11                                   | 9                                    | 7                                    | 4*                                   | NU                                   | 8                                    | 2*                                   | NU                                   | 12*                                  | 12                                   | 6ⁿ                                   | 11                                   | 80               | 10               | 166            | 3              |

### Jaguar I-Pace eTrophy
| P | M |    |                   |    |    |    |   |   |   |    |   |  |  |    |   |
| P | M | 18 | Stefan Rzadzinski | 12 | NU | NU | 3 | 5 | 2 | 10 |   |  |  | 43 | 6 |
| P | M | 77 | Adam Carroll      |    |    |    |   |   |   |    | 5 |  |  | 6  | 7 |